# Trojanovo (Stara Zagora)
Trojanovo (Bulgaars: Трояново) is een dorp in de Bulgaarse gemeente Radnevo, oblast Stara Zagora. Het dorp ligt hemelsbreed 37 km ten zuidoosten van Stara Zagora en 222 km ten zuidoosten van Sofia.

## Bevolking
Op 31 december 2020 telde het dorp Trojanovo 444 inwoners. Het aantal inwoners vertoont al jaren een dalende trend: in 1965 telde het dorp nog 4.923 inwoners.
| Bevolkingsontwikkeling tussen 1934 en 2020          |
| --------------------------------------------------- |
|                                                     |
| Bron: Nationaal Statistisch Instituut van Bulgarije |

In het dorp wonen grotendeels etnische Bulgaren, maar ook Turken en Roma. In de optionele volkstelling van 2011 identificeerden 512 van de 648 ondervraagden zichzelf als etnische Bulgaren, oftewel 79,0% van alle ondervraagden. Verder identificeerden 65 ondervraagden zichzelf als Turken en 55 als Roma.
| Etnische samenstelling van de respondenten (2011) | Etnische samenstelling van de respondenten (2011) | Etnische samenstelling van de respondenten (2011) | Etnische samenstelling van de respondenten (2011) | Etnische samenstelling van de respondenten (2011) |
| ------------------------------------------------- | ------------------------------------------------- | ------------------------------------------------- | ------------------------------------------------- | ------------------------------------------------- |
|                                                   |                                                   |                                                   |                                                   |                                                   |
| Bulgaren                                          | Bulgaren                                          |                                                   | 79,0%                                             | 79,0%                                             |
| Turken                                            | Turken                                            |                                                   | 10,8%                                             | 10,8%                                             |
| Roma                                              | Roma                                              |                                                   | 8,5%                                              | 8,5%                                              |
| Anders/Onbekend                                   | Anders/Onbekend                                   |                                                   | 1,7%                                              | 1,7%                                              |

Van de 669 inwoners die in februari 2011 werden geregistreerd, waren er 108 jonger dan 15 jaar oud (16,1%), gevolgd door 394 personen tussen de 15-64 jaar oud (58,9%) en 167 personen van 65 jaar of ouder (25%).